# Ictiopterigis
Els ictiopterigis (Ichthyopterygia, gr. "aletes de peix"), són un superordre de sauròpsids (rèptils) diàpsids. La denominació va ser creada per Sir Richard Owen en 1840 per designar als ictiosaures del Juràssic coneguts llavors. En l'actualitat, la denominació s'aplica als ictiosaures i als seus ancestres del Triàsic.

## Ictiopterigis basals
Els ictiopterigis basals (anteriors i antecessors dels veritables ictiosaures) són en la seva majoria petits (un metre o menys de longitud), amb cossos allargats i llargues vèrtebres en forma de rodet, la qual cosa indica que nedaven amb moviments sinuosos similars als de les anguiles, la qual cosa els permetia realitzar ràpids moviments i gran maniobrabilitat per caçar en aigües poc profundes. Fins i tot en les seves albors, van anar ja rèptils aquàtics molt especialitzats proveïts d'aletes i incapaces de moure's en terra ferma.
Sembla que van estar àmpliament distribuïts a les costes de la meitat nord de Pangea. Els seus fòssils es coneixen del Triàsic Inferior (de l'Oleniokià tardà i de l'Anisià primerenc) del Japó, Xina, Canadà i Spitzbergen (Noruega). Es van extingir a la fi del Triàsic mitjà i foren reemplaçats pels seus descendents, els ictiosaures.

## Taxonomia
Superordre Ichthyopterygia
Família Utatsusauridae
Família Parvinatatoridae
Ordre Grippidia
Ordre Ichthyosauria